# 库普曼斯定理
库普曼斯定理（Koopmans' theorem）表明，在闭壳层的哈特里－福克近似下，一个体系的第一电离能等于其最高占据轨道（HOMO）的能量的负值，这个定理是1934年佳林·库普曼斯提出的。库普曼斯于1975年获得了诺贝尔奖，但不是在物理或化学领域，而是在诺贝尔经济学奖领域。
在哈特里－福克理论的框架之中，并引入电离前后轨道不发生改变这一假设后，库普曼斯定理精确成立。通过这一方法计算得到的电离能与实验结果基本一致，对于小分子来说，误差一般在 2 电子伏特以内。因此，Koopmans定理的有效性与HF波函数的准确性密切相关。两个主要的误差来源为：
- 轨道弛豫，指体系中的电子数目发生变化时，福克算符与哈特里-福克轨道的变化；

- 电子相关作用，指的是在哈特里-福克近似中，用自洽场的福克算符的单电子本征函数（分子轨道）的斯莱特行列式来描述多体波函数时引入的误差

将实验结果与高级从头算方法的计算结果比较的经验表明，在大部分情况下，上述两部分误差相互抵消，但并不总是这样。
在密度泛函理论中有着将第一电离能与电子亲和能分别与HOMO/LUMO的单电子轨道能关联起来的类似结论，尽管其推导过程与确切表述都与原始的库普曼斯定理有差异。通常，从密度泛函理论轨道能计算得到的单电子轨道能误差较大，可远大于2电子伏特，并与交换相关势的形式相关。在通常的近似下，DFT方法得到的LUMO轨道能与电子亲和能的相关性并不好。在密度泛函理论的库普曼斯定理中，误差的主要来源是交换相关能量泛函的不准确性，这点与哈特里－福克近似不同，因此在改进计算结果上有较大的提高空间。